# Roma Eterna
 Roma Eterna  è un romanzo di fantascienza ucronico dello scrittore statunitense Robert Silverberg pubblicato, come raccolta di racconti, nel 2003.

## Trama
Il romanzo di Silverberg è una storia alternativa dove si immagina che l'impero romano sia sopravvissuto alla crisi del quinto secolo, arrivando sino ai giorni nostri. 
Il volume si apre con un prologo (ambientato nel 1203 ab urbe condita) in cui, durante un dialogo tra due storici, si rivela che il punto di svolta, l'evento che ha cambiato il corso della storia, è stato il fallimento dell'Esodo degli Ebrei dall’Egitto.
Gli ebrei guidati da Mosè sono stati raggiunti dalle truppe del faraone e ricondotti in Egitto in prigionia.
Questo fatto ha impedito la successiva nascita di uno stato giudeo e persino la conseguente nascita del cristianesimo per cui l'impero romano non è entrato in crisi. 
Nell'anno 1282 a.u.c. nessuno ha mai sentito parlare di Gesù Cristo e Giustiniano, imperatore d'oriente, è pagano come i suoi antenati.
Roma guida un impero d'occidente in crisi, in cui l'imperatore Maximilianus sta morendo e l'erede Heraclius è debole e incapace, solo l'aiuto della parte orientale potrebbe aiutare l'impero, minacciato dai barbari del nord.
Per raggiungere un accordo, il personaggio Faustus tesse la sua trama, ma poi le cose cambiano di colpo.
Scena dopo scena la storia alternativa immaginata da Silverberg si dipana nei secoli - dal 1282 ab urbe condita (AD 529) fino al 2723 AUC (AD 1970) - con un susseguirsi di crisi e di rinascite durante i quali i vichinghi scoprono l'America, sorgono contrasti con i "fratelli" orientali, avvengono lotte intestine, mentre la tecnologia continua a progredire in un quadro affascinante.